# Spowiedź heretyka. Sacrum Profanum
Spowiedź heretyka. Sacrum Profanum – biografia polskiego wokalisty i muzyka Adama "Nergala" Darskiego lidera grupy muzycznej Behemoth. Wydawnictwo w formie "wywiadu rzeki" powstało we współpracy Darskiego z Krzysztofem Azarewiczem i Piotrem Weltrowskim. Książka ukazała się 17 października 2012 roku nakładem wydawnictwa G+J Gruner+Jahr Polska (ISBN 978-83-7778-197-5). Na potrzeby promocji biografii powstało sześć filmów krótkometrażowych, które wyreżyserował Dariusz Szermanowicz.  Część dochodu ze sprzedaży książki została przekazana na rzecz Fundacji DKMS oraz Gdańskie Stowarzyszenie na rzecz Rozwoju Hematologii i Transplantacji Szpiku. W przeciągu siedmiu miesięcy od dnia premiery biografia sprzedała się w nakładzie 40 tys. egzemplarzy.
Publikacja spotkała się z niejednoznacznym przyjęciem ze strony krytyków literackich. W 2013 roku Spowiedź heretyka. Sacrum Profanum została nominowana w plebiscycie Róże Gali w kategorii Książka. 

## Wydania
- Spowiedź heretyka. Sacrum Profanum, G+J Gruner+Jahr Polska, 2012, ISBN 978-83-7778-197-5 (pol.)
- Mark Eglinton (tłumaczenie), D. Randall Blythe (przedmowa), Confessions Of A Heretic: The Sacred And The Profane: Behemoth And Beyond, Jawbone Press, 2015, ISBN 978-1-908279-75-0 (ang.)